# 别洛列琴斯基 (伊尔库茨克州)
别洛列琴斯基（羅馬化：Belorechenskiy）是俄罗斯伊尔库茨克州的工人村（市级镇）、乌索利耶区行政中心，位于安加拉河支流别拉亚河沿岸附近地区，在州府伊尔库茨克西北方。
该地2021年人口有7,580人；2010年人口7,948；2002年人口8,458；1989年人口8,368。